# Сражение при Тофреке
Сражение при Тофреке (англ. Battle of Tofrek) — битва во время восстания махдистов, произошедшая 22 марта 1885 года в восточном Судане между британскими войсками под руководством генерала Джеральда Грэма и генерала Джона Макнила с одной стороны, и силами махдистов во главе с Османом Дигна с другой.

## Перед сражением

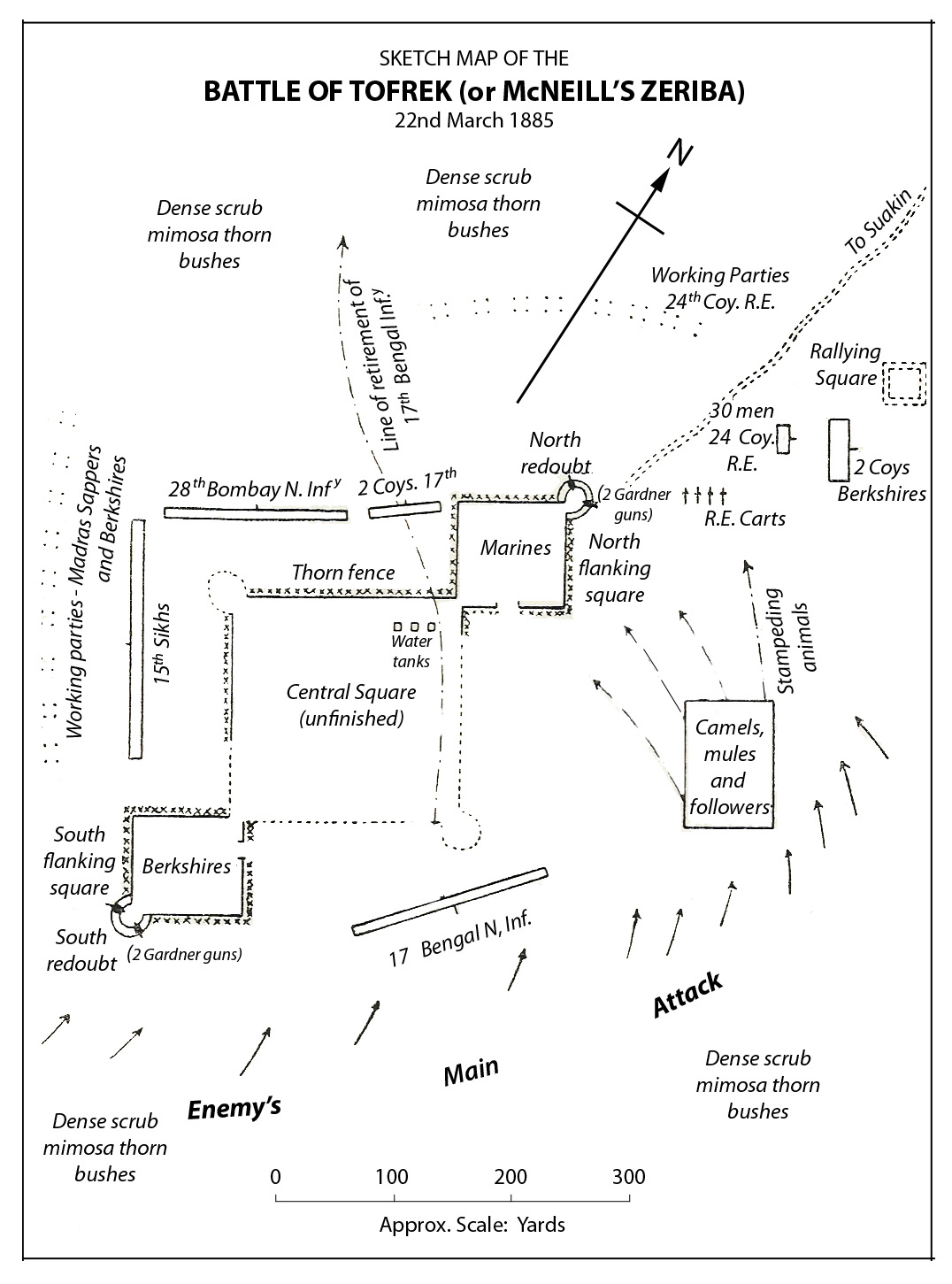
Схематическая карта, показывающая расположение войск во время битвы при Тофреке 22 марта 1885 г.

Разграбление Хартума, убийство генерала Гордона и резня тысяч мирных жителей от рук махдистов в январе 1885 года, а также провал усилий по оказанию помощи Нильской экспедиции генерала Вулсли побудили британское правительство возродить планы строительства железной дороги между портом Суакин на Красном море и Бербером на реке Нил примерно в 300 милях к северу от Хартума, чтобы обеспечить маршрут снабжения для сил Вулсли в дальнейших действиях против Хартума. Чтобы обеспечить защиту от махдистов, которые прочно обосновались в прибрежной зоне, и контролировать строительство этой новой железной дороги, был собран отряд численностью около 13 000 человек под командованием генерала Грэма. Войска прибыли в Суакин 12 марта 1885 года.
Целью Грэма было напасть на штаб Османа Дигны в Тамаи, примерно в 12 милях к юго-западу от Суакина — расстояние слишком большое, чтобы его можно было преодолеть за один день перехода. Поэтому было решено создать в пути два склада снабжения для хранения оборудования, воды и пайков для поддержки основного наступления. Грэм возложил ответственность за эту задачу на генерал-майора сэра Джона Макнила. Макнил и его отряд, выступивший 22 марта, быстро оказался в густых кустах мимозы, низкорослые ветви которых, покрытые острыми шипами, замедляли продвижение и вызывали хаос как среди солдат, так и среди транспортных животных. Примерно в 6 милях от Суакина Макнил наткнулся на открытую площадку площадью около полумили, и его солдаты начали строить «зерибу» — импровизированный частокол из колючих кустов мимозы. К 14:00 северо-восточный редут был в основном готов, и работы были сосредоточены на южном. 

## Ход сражения
Около 14:45 разведчики-уланы доложили Макнилу, что противник собирается к югу и западу от «зерибы» и продвигается к ней. Макнейл немедленно приказал всем рабочим группам отступить обратно в «зерибы» и взяться за оружие. Главный удар пришелся с юга и запада от «зерибы». Британские и индийские подразделения удержали свои позиции, за исключением бенгальского контингента, выстроившегося на южной стороне, который был отброшен в беспорядке кавалерией и арабами, прорвавшимися через их позиции. Выпустив несколько разрозненных залпов, бенгальцы скрылись в укрытии внутри «зерибы». Большое количество арабов, ворвавшихся в южный редут, были быстро уничтожены. Тем временем арабам удалось погнать транспортных животных к центральной площади и северному редуту, тем самым получив укрытие для себя, когда они атаковали с восточной стороны. Здесь они также были отбиты. Бой, дливший не более 25 минут, закончился.
Арабы задержались еще на час, угрожая дальнейшими действиями, но в 16:15, наконец, отступили, оставив большое количество своих убитых и раненых (около 3000). Отряд потерял 70 убитыми, 136 ранеными. Через день основная часть сил вернулась в Суакин, взяв с собой раненых и оставив в «зерибе» гарнизон до 6 апреля, после чего она была заброшена.